# Тененичи
Тененичи — деревня в Янегском сельском поселении Лодейнопольского района Ленинградской области.

## История

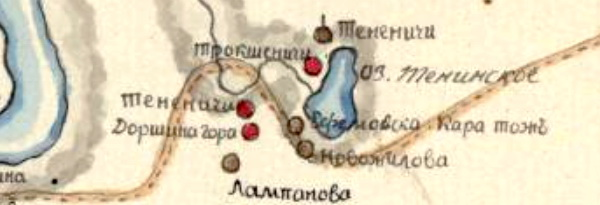
Деревня Тененичи на плане уезда 1818 года

ТЕНЕНИЧИ — деревня при озере Тененском, число дворов — 21, число жителей: 54 м. п., 57 ж. п.  (1879 год)

ТЕНЕНИЦЫ — деревня, население крестьянское: домов — 10, семей — 13, мужчин — 32, женщин — 27, всего — 59; некрестьянское: нет; лошадей — 4, коров — 5, прочего — 4 . (1905 год)

В конце XIX — начале XX века деревня административно относилась к Мирошкинской волости 1-го стана Лодейнопольского уезда Олонецкой губернии.
С 1919 по 1921 год деревня входила в состав Тененского сельсовета Мирошничской волости Лодейнопольского уезда Олонецкой губернии.
С 1922 года в составе Луначарской волости Ленинградской губернии.
С 1927 года в составе Лодейнопольского района. В 1927 году население деревни составляло 106 человек.

Деревня Тененичи на карте 1932 года

Согласно карте Ленинградской области Северо-западного аэрогеодезического треста ГГУ издания 1932 года деревня насчитывала 65 крестьянских дворов. В деревне находилась часовня.
По данным 1933 года деревня Тененичи являлась административным центром Тененского сельсовета Лодейнопольского района, в который входили 2 населённых пункта: деревни Тененичи и Трошеницы, общей численностью населения 593 человека.
По данным 1936 года в состав Тененского сельсовета входили 3 населённых пункта, 138 хозяйств и 1 колхоз.
С 1 сентября 1941 года по 31 мая 1944 года деревня находилась в финской оккупации.
С 1960 года в составе Свирьстроевского поссовета.
С 1963 года в подчинении Подпорожского горсовета.
С 1965 года в составе Первомайского сельсовета Лодейнопольского района. В 1965 году население деревни составляло 185 человек.
По данным 1966, 1973 и 1990 годов деревня Тененичи также входила в состав Первомайского сельсовета.
В 1997 году в деревне Тененичи Янегской волости проживали 123 человека, в 2002 году — 105 человек (все русские).
В 2007 году в деревне Тененичи Янегского СП проживали 95 человек, в 2010 году — 82 человека.

## География
Деревня расположена в северо-восточной части района на автодороге 41К-640 (подъезд к деревне Тененичи) к востоку от автодороги А215 (Лодейное Поле — Вытегра — Брин-Наволок).
Расстояние до административного центра поселения — 7 км. Расстояние до районного центра — 35 км.
Деревня находится к северу от железной дороги Лодейное Поле — Петрозаводск. Расстояние до ближайшей железнодорожной платформы Тениконда (259 км) — 2 км.
Через деревню протекает река Пехтега. К востоку от деревни находится Тененское озеро и протекает Линдорский ручей.

## Демография
| 1879 | 1905 | 1927 | 1965 | 1997 | 2007 | 2010 |
| ---- | ---- | ---- | ---- | ---- | ---- | ---- |
| 111  | ↘59  | ↗106 | ↗185 | ↘123 | ↘95  | ↘82  |
| 2014 | 2017 |      |      |      |      |      |
| ↗90  | ↗91  |      |      |      |      |      |

### Национальный состав
Согласно данным Всероссийской переписи населения 2021 года в деревне проживали 80 человек, из них:
 русские — 56 человек, остальные национальность не указали.